# شونبوهل آگسباخ
شونبوهل آگسباخ (به آلمانی: Schönbühel-Aggsbach) یک منطقهٔ مسکونی در اتریش است که در ناحیه ملک واقع شده‌است. شونبوهل آگسباخ ۱٬۰۳۳ نفر جمعیت دارد.